# Boudriaa Ben Yadjis
Boudriaa Ben Yadjis (în arabă بودريعة بن ياجيس) este o comună din provincia Jijel, Algeria.
Populația comunei este de 10.710 locuitori (2008).